# Midjourney
Midjourney là một phòng thí nghiệm độc lập tạo ra một chương trình trí tuệ nhân tạo cùng tên để tạo ra hình ảnh từ các mô tả văn bản, tương tự như OpenAI's DALL-E và Stable Diffusion. Công nghệ cơ bản được suy đoán dựa trên Stable Diffusion. Công cụ này hiện đang ở giai đoạn thử nghiệm mở và sẽ được sử dụng vào ngày 12 tháng 7 năm 2022. Nhóm Midjourney được dẫn dắt bởi David Holz, người đồng sáng lập Leap Motion. Nhóm Midjourney , do David Holz, người đồng sáng lập Leap Motion, nói với The Register vào tháng 8 năm 2022 rằng công ty đã có lãi. Người dùng tạo tác phẩm nghệ thuật với Midjourney bằng cách sử dụng các lệnh bot Discord. Ngay cả những ý tưởng phi thực tế nhất cũng có thể biến thành những tác phẩm nghệ thuật thực sự bằng cách sử dụng các kỹ thuật phù hợp của Midjourney.

## Lịch sử
Midjourney được thành lập bởi David Holz, người đồng sáng lập Leap Motion. Lần đầu tiên bước vào phiên bản beta mở vào ngày 12 tháng 7 năm 2022. Tuy nhiên, vào ngày 14 tháng 3 năm 2022, máy chủ Discord bắt đầu với yêu cầu đăng ảnh chất lượng cao lên Twitter/Reddit để đào tạo hệ thống.
Công ty đang nỗ lực cải thiện thuật toán của mình, cứ vài tháng lại phát hành một phiên bản mới. Thuật toán phiên bản 2 phát hành vào tháng 4 năm 2022  và phiên bản 3 vào tháng 7. Phiên bản 4 alpha được phát hành cho người dùng vào ngày 10 tháng 11 năm 2022.

### Phiên bản
Công ty liên tục cải tiến và cập nhật các thuật toán của mình để mang lại trải nghiệm người dùng tốt hơn. Các phiên bản mẫu mới được phát hành khá thường xuyên, với phiên bản 2 vào tháng 4 năm 2022  và phiên bản 3 vào ngày 25 tháng 7 năm 2022. Cụ thể, phiên bản alpha của phiên bản 4 đã được phát hành cho người dùng vào ngày 5 tháng 11 năm 2022. Sự tăng trưởng của công ty cũng được phản ánh trong bản phát hành alpha của phiên bản 5 vào ngày 15 tháng 3 năm 2023. Điều này thể hiện cam kết của công ty trong việc cải thiện và phát triển các thuật toán của mình để đáp ứng nhu cầu ngày càng tăng của người dùng.
| Phiên bản khác | Phiên bản khác    | Phiên bản khác                                                                                 |
| Version        | Release date      | Notes                                                                                          |
| -------------- | ----------------- | ---------------------------------------------------------------------------------------------- |
| --beta         | August 22, 2022   |                                                                                                |
| test/testp     | August 28, 2022   |                                                                                                |
| Niji           | December 20, 2022 | Collaboration between Midjourney and Spellbrush tuned to produce anime and illustrative styles |
| Niji 5         | April 2, 2023     | Collaboration between Midjourney and Spellbrush tuned to produce anime and illustrative styles |

| Phiên bản thường | Phiên bản thường         |
| PB               | Release date             |
| ---------------- | ------------------------ |
| V1               | February 2022            |
| V2               | April 12, 2022           |
| V3               | July 25, 2022            |
| V4               | November 5, 2022 (alpha) |
| V5               | March 15, 2023 (alpha)   |

## Chức năng
Midjourney hiện chỉ có thể truy cập thông qua bot Discord chính thức, bằng cách thông báo trực tiếp cho bot hoặc bằng cách mời bot đến máy chủ của bên thứ ba. Để tạo hình ảnh, người dùng sử dụng /imagine. Bot sau đó trả về hình ảnh. Midjourney cũng đang hoạt động trên giao diện web.

## Sử dụng
Người sáng lập David Holz cho biết ông coi các nghệ sĩ là khách hàng của Midjourney chứ không phải đối thủ cạnh tranh. Holz nói với The Register rằng các nghệ sĩ có thể sử dụng Midjourney để nhanh chóng tạo nguyên mẫu cho các khái niệm nghệ thuật và hiển thị chúng cho khách hàng trước khi công việc bắt đầu. Một số nghệ sĩ đã cáo buộc Midjourney làm giảm giá trị tác phẩm sáng tạo gốc, vì các Midjourney có thể chứa các tác phẩm của các nghệ sĩ có bản quyền. Điều khoản dịch vụ của Midjourney bao gồm chính sách gỡ xuống DMCA cho phép các nghệ sĩ yêu cầu xóa tác phẩm của họ khỏi studio nếu họ cho rằng hành vi vi phạm bản quyền là rõ ràng.
Ngành quảng cáo là ngành sớm áp dụng các công cụ AI như Midjourney, DALL-E và Stable Diffusion. Theo Ad Age, Midjourney cho phép nhà quảng cáo tạo nội dung gốc một cách nhanh chóng và mở ra nhiều cơ hội mới như "quảng cáo tùy chỉnh cá nhân, tạo hiệu ứng đặc biệt và các phương pháp mới để tăng hiệu quả của quảng cáo thương mại điện tử".

### Gây tranh cãi
The Economist, một tạp chí từ Anh, đã sử dụng Midjourney để tạo trang bìa cho một số phát hành vào tháng 6 năm 2022..